# Carpathonesticus spelaeus
Carpathonesticus spelaeus es una especie de araña araneomorfa del género Carpathonesticus, familia Nesticidae. Fue descrita científicamente por Szombathy en 1917.
Se distribuye por Rumania. El prosoma del macho y la hembra es de 2,4 milímetros de longitud.